# Жаб'ївська (річка)
Жаб'ївська (Жабівський потік) — річка  в Україні, у  Верховинському районі Івано-Франківської області, права притока Чорного Черемоша (басейн Дунаю).

## Опис
Довжина річки приблизно  7 км. У річку впадає кілька безіменних струмків.

## Розташування
Бере  початок на північному заході від гори Зміїнської. Тече переважно на північний схід понад селом Ільці і у селищі Верховина впадає у річку Чорний Черемош, ліву притоку Черемоша.